# 핀터레스트

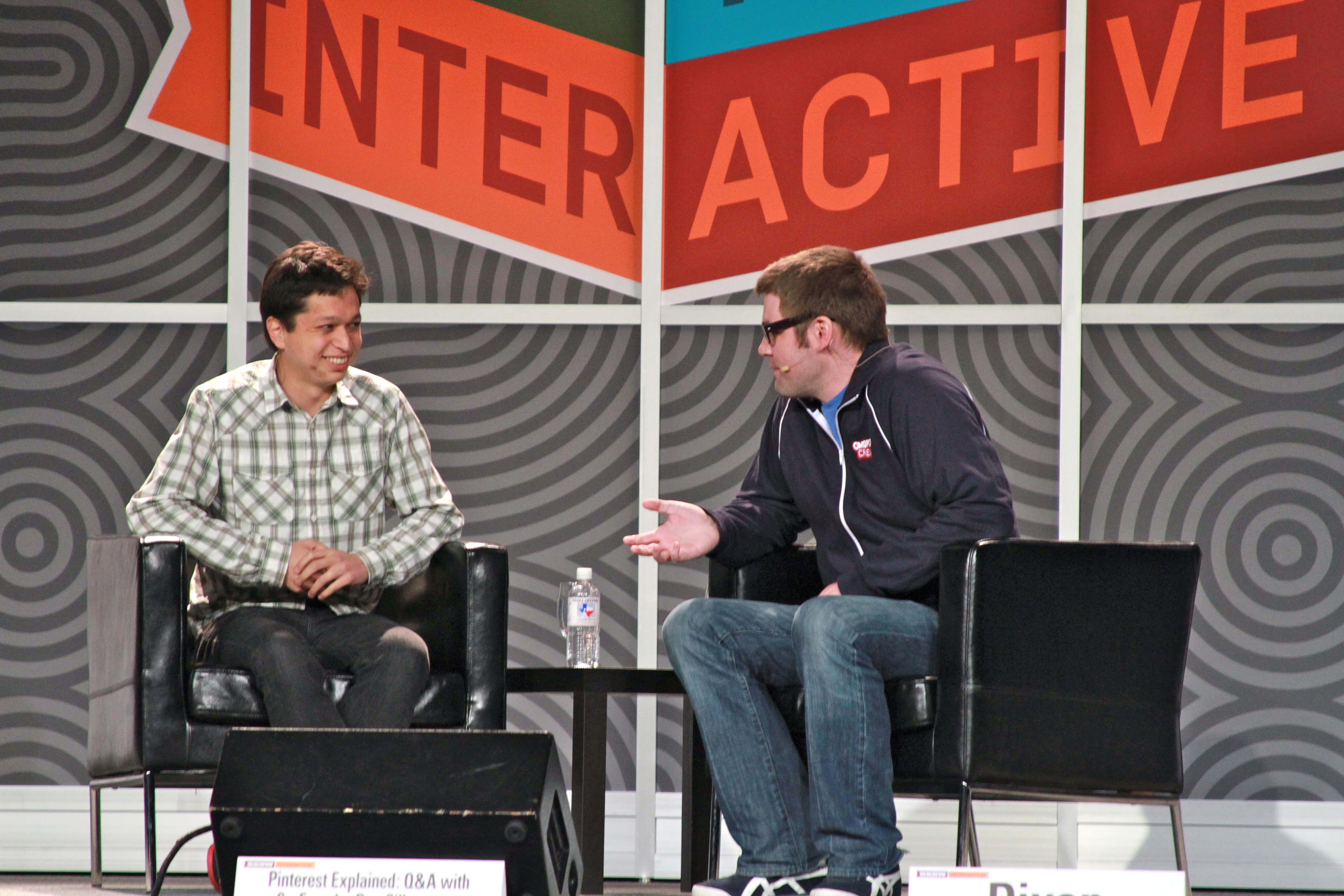
사우스 바이 사우스웨스트의 설립자 벤 실버만 (왼쪽) 2012년 3월 대화형 컨퍼런스

핀터레스트(Pinterest)는 이용자가 스크랩하고자 하는 이미지를 포스팅하고 다른 이용자와 공유하는 소셜 네트워크 서비스이며, 명칭은 핀(Pin)과 인터레스트(Interest)의 합성어이다.
이 서비스의 가장 큰 특징은 이미지 보드에 핀으로 사진을 꽂는 것과 비슷한 개념으로 이미지 파일을 모으고 관리할 수 있다는 점이다. 즉 자신이 특정 주제의 이미지들-예를 들어 건축물-을 모으려 한다면 건축물에 해당하는 보드를 생성하고, 거기에 다른 사람들이 올린 건축물 사진들을 "pin it"(사진을 핀으로 꽂음) 하면 된다.
핀터레스트는 웹사이트의 목적을 “재미있는 것들을 통해 전 세계 사람들을 이어주는 것”이라고 밝히고 있다. 팰로앨토에 있는 콜드 브루 랩스(Cold Brew Labs)가 핀터레스트를 운영하고 있다. 이 서비스는 아이오와주 웨스트 디모인 출신의 벤 실버먼이 만들었다.
핀터레스트는 디자이너 계통의 사람들에게도 애용되지만, 특히 여성 사용자에게 인기가 많은 것으로 알려져 있다.

## 개요
핀터레스트 사용자들은 주제를 갖는 사진 핀보드를 만들 수 있다. 온라인 웹 서핑 시 “핀 잇”(“Pin It”) 버튼을 눌러 핀보드에 온라인에 올라와 있는 미디어를 추가할 수 있다. 혹은, 사용자의 컴퓨터에서 미디어를 올려 추가할 수 있다. 각각의 미디어 항목 하나하나를 “핀”(“pin”)이라고 부른다. 여기서 미디어는 사진, 비디오 등이 될 수 있다. 핀들이 모여 “보드”(“boards”)를 이룬다.
다수의 핀터레스트 사용자들은 최신 유행을 쫓기 위해 서비스를 이용하는 것으로 알려져 있다. 즉 자신이 사고 싶은 제품이나 패션, 인테리어 등의 이미지들을 모으고, 그것이 쇼핑으로 직접 연결되는 경향이 다른 SNS에 비해 강하다. 따라서 미국 기업들은 핀터레스트를 주요한 SNS 마케팅 채널로 활용하고 있다. 또한 이베이 등 다른 인터넷 업체들도 핀터레스트를 모방한 서비스들을 속속 내놓고 있는 실정이다.
또한 원하는 정보만 골라서 받아 볼 수 있는 큐레이션(Curation)의 특징으로, 이미지를 사용해 직관적으로 감성을 끌어들이는 동시에 이미지를 클릭할 경우 해당 사이트로 이동하면서 제품의 구매로 이어질 수 있어 기업의 새로운 유통채널로 부각되고 있다. 따라서 핀터레스트를 통해 이미지 콘텐츠가 주류인 패션 브랜드 마케팅이 각광 받고 있다. 2014년의 경우 가장 팔로워(follower)가 많은 패션브랜드는 엘엘빈(L.L.Bean)과 노드스트롬(Nordstrom)이다.

## 역사
핀터레스트의 개발은 2009년 12월 시작되었다. 2010년 3월 클로즈드 베타 형식으로 사이트가 오픈되었다. 나중에는 초대장을 받아야만 들어갈 수 있는 오픈 베타 형식으로 바뀌었다. 이후, 이메일 요청을 하면 등록이 되는 형식으로 바뀌었다.
2011년 초에, 회사는 1000만달러의 시리즈 A 펀딩을 받았다. 베시머 벤처 파트너스가 주도하였다. 2011년 10월 경, 회사는 안데르센 호로위츠로부터 2700만 달러의 펀딩을 받았다. 그 펀딩 시에는, 핀터레스트의 시장 가치를 2억 달러로 본 것이었다. 2011년 초에만 해도, 핀터레스트의 시장 가치는 4천만 달러였다.
2011년 8월 16일, 타임지는 핀터레스트를 “2011년도 50개의 최고 웹사이트”로 꼽았다. 핀터레스트는 예전의 소셜/사진 기반 북마킹(bookmarking) 시스템과 매우 유사하다. 예를 들면 데이비드 갤브레이스(David Galbraith)가 2005년에 만든 위스츠(Wists) 같은 것이 있다.
2012년 기준으로, 이 벤처 회사의 종업원 수는 16명였으며, 매출은 미미하고, 적자를 보고 있었다. 사업 초반 핀터레스트는 사용자가 갖고 있는 영리 업체의 웹사이트로의 제휴 마케팅 링크를 수정함으로써 약간의 매출을 올렸다. 기존의 제휴 마케팅 추적 코드를 핀터레스트의 제휴 마케팅 추적 코드로 바꿈으로서, 기존의 업체로 가는 수수료를 가로채 가져가는 방식이었다.
2014년에 들어서는 300명 이상의 종업원을 가진 업체로 급성장했다. 2012년 5월에는 회사 가치가 15억달러였으나 2013년 2월에는 25억달러, 2014년 5월에는 50억달러의 가치로 평가되었다.
2015년 6월에 "buyable pins" 서비스를 시작했고, 2015년 12월에 이용자가 buyable pins의 가격 인하를 체크할 새로운 방법을 제시했다. 보드에 추가된 핀 상품의 가격 인하 정보를 이용자가 알림으로 받아 바로 구매할 수 있는 것이다.

## 인수
| 2013년 | 3월 라이브스타(Livestar) 인수 10월 해커미터(HGackermeter) 인수 |
| 2016년 | 5월 스타트업 URX 인수 8월 팀 Instapaer 인수                    |
| 2017년 | 3월 젤리 인더스트리(Jelly Industries) 인수                     |

## 크리에이터
핀터레스트는 기초디자인 창작자 스스로가 결과물을 만들어내는 데에 있어서도 활용도가 높은 커리큘럼 도구로서 유용하다. 일례로 핀터레스트는 '기초도형'에 대한 방대한 자료뿐만 아니라 이와 연계할 수 있는 투시도법 데이터 역시 비교적 체계적으로 제공하고있으며 나아가 전문가 수준에 도달하기 위한 렌더링 스케치의 주요한 데이터들이 구축해져있다.

## 비판

### 저작권
핀터레스트는 DMCA(The Digital Millennium Copyright Act)의 safe habor 조항에 의해 보호받고 있는데 이를 이용해 저작권이 있는 자료를 업로드하는 이용자가 많다. 원 저작자가 본인의 저작물에 대해 삭제 요청을 할 수 있으나, 그 절차가 굉장히 복잡하다.

### 부적절한 콘텐츠
선정적인 이미지나 혐오스러운 콘텐츠 등 부적절한 콘텐츠가 업로드 될 수 있다. 이런 게시물을 신고할 시 핀터레스트가 자체적으로 적합함을 판단하고 해당 게시물이 '금지' 판명이 나야 게시물이 삭제된다.